# Богдан Машталер
Богдан Мечислав Машталер (пол. Bohdan Mieczysław Masztaler; нар. 19 вересня 1949, Оструда, Польща) — польський футболіст та тренер, виступав на позиції півзахисника. Тренер молодіжної команди клубу «Вільгельмсбург». У складі збірної Польщі брав участь у фінальному турнірі чемпіонату світу 1978 року.

## Клубна кар'єра
Розпочинав кар'єру в ольштинська командах. На рівень команд майстрів вийшов у варшавській «Гвардії», в складі якої в 1967 році і дебютував у першій лізі. Виступав у «Гвардії» до 1974 року, коли вирішив перейти в «Одру» (Ополе). Однак керівництво «міліцейської» команди («Гвардії» займалося МВС) не захотіло його відпускати, і Польський футбольний союз дискваліфікував Машталер: спочатку на два роки, але в підсумку термін зменшили до одного. Фінал Кубка-1973/74 «Гвардія» програла «Руху» (Хожув) вже без нього.
У 1975 році Машталер все ж перейшов в «Одру», яка до того моменту вибула в другу лігу. Дебютував у команді 23 травня в матчі проти забженской «Спарти» (2:0). З «Одрою» повернувся в першу лігу, зайнявши друге місце в сезоні-1975/76. Провів в опольської команді два роки, перейшовши потім у «Лодзі» в 1977 році.
Цікаво, що переходи з одного клубу в інший не були пов'язані тільки безпосередньо з футболом. З 1968 року Машталер навчався в школі планування та статистики у Варшаві, в 1973 році захистив диплом магістра на тему «Вплив промисловості на розвиток Ольштина». У Лодзь він переїжджав в тому числі й для того, щоб навчатися в докторантурі економіко-соціологічного факультету Лодзинського університету.
Після «Лодзі» знову грав за «Гвардію», потім перейшов у західнонімецький «Бремергафен», оскільки польським спортсменам дозволяли їхати за кордон після досягнення 30 років. Клуб не зміг вийти в регіональну лігу, і Машталер запросили в більш іменитий «Вердер», проте він в команді не закріпився. Зігравши 3 матчі в сезоні-1980/81, він покинув «Вердер». Сам Машталер пов'язував невдачу з тим фактом, що запрошував його в команду тренер Куно Клетцер, який потрапив в серйозну автокатастрофу, після якої не зміг продовжувати роботу, а з змінив Клетцера Отто Рехагель, з яким у Машталера не склалися стосунки. Згодом переїхав до Австрії, де виступав в ряді команд до 40 років, потім займався тренерською роботою.

## Кар'єра в збірній
Дебютував у збірній Польщі 25 жовтня 1970 року в товариському матчі проти збірної Чехословаччини (2:2).
Наступного разу з'явився в збірній під час підготовки до чемпіонату світу 1974 року, в 1973 році. Пізніше Казімеж Гурський в останній момент викликав його на гру з Болгарією в Варну, куди Машталер був змушений добиратися самостійно з пересадками, але на поле його так і не випустили. Образившись на Гурського, Машталер відмовився від поїздки на чемпіонат світу, пославшись на травму. Потім через дискваліфікацію довгий час в збірну не викликався.
У другій половині 70-х років став одним з основних гравців польської збірної. На чемпіонаті світу 1978 року Машталер зіграв у чотирьох матчах в основному складі. Вважався улюбленцем тренера збірної Яцека Гмох, з яким його пов'язували дружні стосунки.
Всього за збірну провів 22 матчі, відзначився 2 голами.

## Особисте життя
Молодший брат, Єжи Машталер, також футболіст.

## Кар'єра тренера
У 1984 році, ще будучи гравцем австрійського «Цветтля» допосогав тренувати команду. З 1996 по 1998 рік очолював інший нижчоліговий австрійський клуб «Штокерау». У 1999 році виконував обов'язки головного тренера «Санкт-Пельтена». З 2005 по 2012 рік тренував юнацьку команду цього клубу. З 2013 по 2016 рік очолював нижчолігові австрійські клуби «Штатцендорф» та «Вільгельмсбург». З 2016 року очолює молодіжну команду останнього вище вказаних клубів.

## Статистика виступів
| #   | Дата            | Місце        | Суперник       | Результат | Змагання        | Грав   | Примітки |
| --- | --------------- | ------------ | -------------- | --------- | --------------- | ------ | -------- |
| 1.  | 25 жовтня 1970  | Прага        | Чехословаччина | 2-2       | товариський     | з 65'  |          |
| 2.  | 13 травня 1973  | Варшава      | Югославія      | 2-2       | товариський     | з 46'  | Гол      |
| 3.  | 16 травня 1973  | Вроцлав      | Ірландія       | 2-0       | товариський     | до 29' |          |
| 4.  | 16 жовтня 1976  | Порту        | Португалія     | 2-0       | квал. ЧС 1978   | 90'    |          |
| 5.  | 31 жовтня 1976  | Варшава      | Кіпр           | 5-0       | квал. ЧС 1978   | до 45' |          |
| 6.  | 13 квітня 1977  | Будапешт     | Угорщина       | 1-2       | товариський     | 90'    |          |
| 7.  | 24 квітня 1977  | Дублін       | Ірландія       | 0-0       | товариський     | 90'    |          |
| 8.  | 1 травня 1977   | Копенгаген   | Данія          | 2-1       | квал. ЧС 1978   | 90'    |          |
| 9.  | 15 травня 1977  | Лімасол      | Кіпр           | 3-1       | квал. ЧС 1978   | 90'    |          |
| 10. | 29 травня 1977  | Буенос-Айрес | Аргентина      | 1-3       | товариський     | 90'    |          |
| 11. | 10 червня 1977  | Ліма         | Перу           | 3-1       | товариський     | до 56' |          |
| 12. | 12 червня 1977  | Ла-Пас       | Болівія        | 2-1       | товариський     | з 38'  |          |
| 13. | 19 червня 1977  | Сан-Паулу    | Бразилія       | 1-3       | товариський     | до 45' |          |
| 14. | 7 вересня 1977  | Волгоград    | СРСР           | 1-4       | товариський     | 90'    |          |
| 15. | 21 вересня 1977 | Хожув        | Данія          | 4-1       | квал. ЧС 1978   | до 86' | Гол      |
| 16. | 29 жовтня 1977  | Хожув        | Португалія     | 1-1       | квал. ЧС 1978   | до 37' |          |
| 17. | 1 червня 1978   | Буенос-Айрес | Німеччина      | 0-0       | ЧС 1978         | до 83' |          |
| 18. | 10 червня 1978  | Росаріо      | Мексика        | 3-1       | ЧС 1978         | 90'    |          |
| 19. | 14 червня 1978  | Росаріо      | Аргентина      | 0-2       | ЧС 1978         | до 64' |          |
| 20. | 18 червня 1978  | Мендоса      | Перу           | 1-0       | ЧС 1978         | до 45' |          |
| 21. | 30 серпня 1978  | Гельсінкі    | Фінляндія      | 1-0       | товариський     | до 83' |          |
| 22. | 6 вересня 1978  | Рейк'явік    | Ісландія       | 2-0       | квал. Євро 1980 | 90'    | ЖК       |